# Џејмс Ват
Џејмс Ват (енгл. James Watt; Гринок, 19. јануар 1736 — Хетфилд, 25. август 1819), шкотски проналазач и инжењерчија побољшања Њукоменове парне машине представљају фундаменталне промене које су довеле до прве индустријске револуције како у његовом родном Уједињеном Краљевству тако и у целом свету.
Радећи на изради инструмената на Универзитету у Глазгову, Ват се заинтересовао за технологију парних машина. Схватио је да су постојеће парне машине конструисане на такав начин да изгубе много енергије, наглим хлађењем али и поновним грејањем цилиндра. Ват је увео нова значајна конструктивна решења, израдом одвојеног кондензатора за пару који смањује расипање енергије, побољшава снагу, ефикасност у раду и исплативост парних машина. Потом је механички прилагодио своју парну машину да врши ротационо кретање чиме је проширио њену употребу, не само за пумпање воде како је до тада била намењена. Ват је тиме је поставио темељ за њено даље унапређење и коришћење за погон првих фабричких парних машина, парних локомотива, пароброда и пољопривредних парних машина. Године 1769, патентирао је своју парну машину, а потом је покушао да комерцијализује свој проналазак, ушавши у пословну сарадњу са Метјуом Болтоном 1775. године.Ново предузеће Болтон и Ват је било веома успешна фирма која му је на крају донела и право мало богатство. У пензији, Ват је наставио да развија нове изуме, али ниједан није био значајан као његов рад на парној машини. Умро је у својој 83. години. Џејмс Ват се данас сматра за једну од најутицајнијих личности у историји човечанства.
Он је развио и увео концепт коњских снага, a међународна SI јединица за снагу, Ват, је названа по њему.

## Биографија
Џејмс Ват је рођен 19. јануара 1736. у лучком месту Гринок. Отац му је био локални бродоградитељ, бродовласник и трговац, а мајка, Агнес Мурхед, добро образована, потекла је из знамените породице. Родитељи су му били религиозни презвитеријански хришћани. Ватов деда, Томас Ват, био је наставник математике. Упркос веома религиозном одгоју родитеља, он је касније постао деиста.
Ват је основно образовање стекао код куће у кругу породице, а касније је похађао гимназију у Гриноку. Током школовања показао је дар за математику али и за ручну израду механичких направа, док га страни језици попут латинског и грчког нису много интересовали.
Када је имао осамнаест година мајка му је умрла, а оцу се озбиљно нарушило здравље након чега је његов посао почео да пропада. Ват је због тога био послат у Лондон, 1754. године да научи занат израде мерних инструмената. Након годину дана и са изученим занатом враћа се у Глазгов са намером да отвори радионицу за израду инструмената. Ват се оспособио за израду малих ствари од месинга, октанта - астрономско-навигационог инструмента, паралелних лењира који служе за навигацију цртањем на поморској карти, делова телескопа, барометара и сл. Међутим, Глазговско удружење занатлија му је забранило рад, јер није радио седам година као шегрт чиме није испуњавао одредбе из закона за такав посао, мада у целом Глазгову и широј околини није било мајстора из те струке где је могао да изучи занат.
У том кључном тренутку Ват добија позив од Универзитета у Глазгову да дође и изврши одређене поправке на тек пристиглим астрономским инструментима. Након успешно обављеног посла професори су му понудили да отвори радионицу у склопу Универзитета, која би поред осталог надзирала и поправљала и нове инструменте намењене за астрономску опсерваторију. За отварање радионице Ват је добио подршку тројице професора од којих је први био, Џон Робинсон (1739–1805), физичар, истраживач и енциклопедиста, други хемичар Џозеф Блек (1728 –1799), који се прославио открићем угљен-диоксида, латентне и специфичне топлоте а трећи је био Адам Смит (1723 – 1790), филозоф и кључна личност шкотског просветитељства. Ова последња двојица ће касније постати и Ватови добри пријатељи.
У почетку, Ват је радио на одржавању и поправци научних инструмената који се користе на универзитету, асистирао је и током њихове демонстрације, а производњу је проширио и израдом бројних октанта. Године 1759, добио је позив за пословну сарадњу од стране архитекте и локалног предузимача Џона Крејга да започну серијску производњу, која би укључивала израду музичких инструмената и играчака. Ово партнерство је трајало наредних шест година, а запослили су чак шеснаест радника. Ватов партнер, Крејг је умро 1765. године, а један од запослених, Алекс Гарднер, на крају је преузео и наставио посао. Ове предузеће је постојало све до средине 20. века.
Године 1764. Ват се оженио с Маргарет Милер. Имали су петоро деце, од којих је троје рано умрло. Маргарет је умрла на порођају 1772. После пет година Ват се поново оженио, овог пута Аном Макгрегор, кћери мајстора и произвођача боја у Глазгову. С Аном је имао двоје деце.

## Рани огледи са паром
Још 1759. године, Ватов пријатељ Џон Робинсон му је скренуо пажњу на коришћење водене паре као главног извора за добијање снаге за вршење одређеног механичког рада. Конструктивни дизајн Њукоменове парне машине је до тада био у употреби скоро 50 година, користио се за пумпање воде из рудника и готово да није било и једног помака у њеном побољшању од њеног првог настанка. Ват је тада почео да врши огледе са паром, иако никада пре тога није видео уживо оперативан рад Њукоменове парне машине. Године 1763, од Вата је затражено да поправи умањен модел Њукоменове парне машине који је припадао Универзитету и служио за наставу. Чак и након Ватове поправке ова машина једва да је радила како треба. Угаљ у ложионици је загревао воду у котлу из које се путем цеви, отварањем вентила, спроводила пара ка отвору на дну цилиндра у чијој унутрашњости је смештен клип којег потом притисак паре гура ка горе до самог врха цилиндра, тада из издвојеног резервоара путем слободног пада кроз доводну цев, отварањем вентила и затварањем вентила за пару, улази хладан млаз воде у други отвор на дну цилиндра, који расхлађује унутрашњост цилиндра слабећи топлотни притисак паре. Истог трена хладнији ваздушни притисак изван цилиндра надјачава и гура клип ка доле према дну цилиндра чиме окончава радни циклус клипа. Међутим, током сваког наредног циклуса померање клипа ка горе је све слабије јер је цилиндар све хладнији због непрестаног наизменичног дотока хладне воде, а пара која улази у цилиндар кондензује се раније након чега вакуум преовладава са горње стране, заустављајући било какав рад клипа. Да би се поновио радни циклус клипа мора се поново постићи радна температура додатним загревањем, коришћењем угља чиме се троши додатна енергија, међутим и након тога понавља се исти ефекат. Ват је наставио своје огледе, упоредо читајући и учећи све што је могао о тој теми. Ват је дошао до закључка да за разумевање рада машине велики значај има латентна топлота коју је, а не знајући за то, открио његов пријатељ, Џозеф Блек, неколико година раније.
Након пуно огледа, Ват је схватио да је проблем у самом цилиндру и његовој кондензацији и да се око три четвртине топлоте паре трошило и губило на загревање цилиндра, односно, поновним загревањем цилиндра машине током сваког циклуса. Ват је решио овај случај маја 1765. године, тако што је уклонио резервоар за воду и уместо њега израдио и поставио одвојену комору цилиндарског облика коју је поставио на нижем нивоу од главног цилиндра са клипом. У овом случају пара која је улазила из отвора на дну цилиндра, отварањем вентила, гурала је клип све до врха, да би потом почела да излази кроз други отвор на дну цилиндра, отварањем вентила и затварањем доводног вентила за пару, и била спроведена путем цеви до посебне коморе где се кондензовала, односно хладила и на тај начин одржавала температуру главног цилиндра са клипом на истом нивоу. Иако је пронашао решење за овај проблем израдом кондензатора за пару, Ват је уочио још један проблем, односно усмерио се на решавање проблема да клип у цилиндру покреће пара у оба правца.
Упркос решеном проблему, Ват је имао финансијске тешкоће да заврши израду целе парне машине. Знатан капитал му је пружио Џон Ројбук, власник металске радионице Карон, са којим је ушао у пословну сарадњу. Ват је наставио да ради на усавршавању парне машине, у летњиковцу у близини куће самог Ројбука. Данас су још видљиви остаци Ватове летњиковац-радионице.
Главна потешкоћа која му се тада била наметнула била је у обради клипа и цилиндра. Металски радници у то доба били су више ковачи него савремени машинбравари, а и нису били у стању да производе делове са довољно прецизности. Много новца је утрошено, а резултата није било. У међувремену, Ројбук је банкротирао, а Метју Болтон, власник Сохо ливнице поред Бирмингема постао је власник патентних права. Радећи сада са Болтоном, Ват је добио могућност да делове за његову машину раде најбољи металски радници тога доба у свету. Потешкоће у изради великог цилиндра и клипа решио је Џон Вилкинсон, који је претходно разрадио прецизне технике током производње топова. Након тога Ват и Болтон су започели пословну сарадњу која ће успешно трајати наредних 25 година.

## Прве машине
Године 1776, прве парне машине су биле направљене и стављене у погон у комерцијалним предузећима. Те прве машине су коришћене за пумпање воде и производиле су само реципрочно кретање да покрећу шипку пумпе са дна окна. Конструктивно решење је било успешно на тржишту, а у наредних пет година, Ват је био веома заузет уградњом машина, углавном у рударској области Корнвола, за испумпавање воде из рудника. Те прве машине нису произвели од Болтон и Ват, већ други, према Ватовим плановима и цртежима, који је имао улогу саветодавца током израде и њихове уградње.
Изградњу машина и њихово тестирање је у почетку надзирао Ват, а касније су то преузели службеници из фирме. То су биле велике машине, прва је примера ради имала цилиндар пречника од неких 127 cm (50 in) и укупне висине 7,31 m (24,0 ft), а било је потребно да се за њу изгради наменска грађевина у којој би била смештена.
Поље примене парне машине је у великој мери проширено када је Болтон затражио од Вата да претвори реципрочно кретање клипа у производњу ротационе снаге за млевење, ткање и глодање. Иако је било очигледно да би принцип курбле био најбоље решење за ову измену, Ват и Болтон су били одбијени да патентирају машину за ту намену, јер је носилац патентног права био Џејмс Пикард, који је предложио да укрсте патенте за одвојени кондензатор паре. Ват се томе одлучно успротивио, након чега су заобишли Пикардов патент са њиховим патентом "Сунце и планета" зупчаника, 1781.
У наредних шест година, Ват је израдио низ других унапређења и допуна на парној машини. Он је пронашао начин да натера клип да гура пару у оба правца. Уместо да употреби тежину ваздуха да потисне клип надоле, он је удесио тако да сама пара обави и тај део посла, а на тај начин клип се кретао и доле и горе помоћу паре. То је био двопотисни цилиндар. За ове изуме била су му одобрена још два патента 1781. и 1782. Такође, имао је и бројна побољшања која су се тицала лакше израде и монтаже парних машина. Један његов изум, на који је био најпоноснији, био је паралелно кретање што је од суштинског значаја код двопотисних парних машина. Овој машини је био потребан нов чврст механизам повезивања клипа са гредом. Ват је решио овај проблема а изум је патентирао 1784. године. Ват је распоредио повезане полуге које су довеле до тога да се полуга клипа креће у усправом положају. Поред тога, Ват је применио центрифугални регулатор који је патентирао 1788. а и изумео је и мерач притиска, патентиран 1790. године. Сва ова побољшања узета заједно доводе до тога да је Ват произвео парну машину која је до пет пута ефикаснија у коришћењу чврстог горива у односу на Њукоменову парну машину.

## Касније године
Ват је отишао у пензију 1800. године, када је његов уговор о пословној сарадњи са Болтоном истекао. Чувено партнество између очева је пренето на њихово синове, Метјуа Робинзона Болтона и Џејмса Вата млађег. Вилијам Мердок, талентовани инжењер, који је дуги низ година радио у фирми је због својих способности примљен у партнерски однос, а током њиховог управљања фирма је даље напредовала.
Ват је и у пензији наставио да ради на другим изумима. На свом имању отворио је малу радионицу. Ту је изумео више врста машина за копирање скулптура и медаљона, које су радиле веома добро, али их никада није патентирао. Једна од првих скулптура које је произвео била је мала статуа његовог пријатеља, професора Адама Смита. Ват и његова друга супруга, Ана, тада су имали више времена за одмор, који су проводили у честим путовањима у Француској и Немачкој.
Године 1816, Ват је кренуо на путовање "Кометом", паробродом на лопатице, који је базиран на његовим проналасцима, до свог родног лучког места Гринока. Умро је 25. августа 1819, на свом имању близу Бирмингема, у својој 83. години. Сахрањен је 2. септембра исте године.

## Галерија
- Унутрашњост Ватове радионице, која се данас чува у Музеју науке у Лондону.